# Solwaster
Solwaster est un village belge situé en province de Liège dans la commune de Jalhay. Il compte environ 300 habitants

## Description
Solwaster est un petit village ardennais situé dans la vallée de la Statte, Il se compose principalement de fermettes traditionnelles pour la plupart construites au début du XVIIIe siècle. 
Dernier refuge avant l'immensité des Hautes-Fagnes, Solwaster est bien connu des randonneurs pour être le point de départ de nombreuses promenades partant à la découverte des vallées fagnardes de la Hoëgne, de la Statte et de la Sawe. 
Le Rocher de Bilisse, grand bloc de quartzite se dressant à plus de 20 mètres au-dessus de la Statte se trouve non loin du village.
Le village figure parmi les douze villages repris dans la brochure Villages de caractère éditée par la Province de Liège.